# Liste der Naturdenkmale in Zimmerschied
Die Liste der Naturdenkmale in Zimmerschied nennt die im Gemeindegebiet von Zimmerschied ausgewiesenen Naturdenkmale (Stand 20. Mai 2024).

## Ehemalige Naturdenkmale
| Nr. | Bezeichnung | Lage              | Beschreibung                                         | Bild                                    |
| --- | ----------- | ----------------- | ---------------------------------------------------- | --------------------------------------- |
|     | Sommerlinde | Lindenstraße Lage | Tilia platyphyllos; Rechtsverordnung 2013 aufgehoben | Direkt Bild zu diesem Denkmal hochladen |